# Amenemhat (IV. Thotmesz fia)
Amenemhat (ỉmn-m-ḥ3.t) ókori egyiptomi herceg a XVIII. dinasztia idején; IV. Thotmesz legidősebb fia.
Ábrázolása fennmaradt a thébai TT64-es sírban, amely a királyi hercegek nevelői, Hekaresu és fia, Hekaerneheh sírja. Fiatalon meghalt, apjával és Tentamon nevű lánytestvérével együtt temették el a KV43-as sírban, ahol megtalálták kanópuszedényeit és egy múmiát, ami feltehetőleg az övé.